# Кальб, Шарлотта фон
Шарлотта Софи Юлиана фон Кальб (нем. Charlotte Sophie Juliane von Kalb; 25 июля 1761, Вальтерсхаузен — 12 мая 1843, Берлин) — немецкая писательница, подруга Шиллера.
Урождённая фрайин Маршалк фон Остгейм (нем. Freiin Marschalk von Ostheim). Энциклопедический словарь Брокгауза и Ефрона приводит о ней следующие сведения:

Вышла в 1783 году за нелюбимого ею офицера Генриха Юлиуса Александра фон Кальба (1752―1806). В 1784 году она познакомилась с Шиллером, и тотчас обоих соединило самое экзальтированное обожание. В Веймаре она имела большое влияние на Гельдерлина и Жан-Поля (Рихтера), который изобразил её в Линде («Титан»). В 1820 году она ослепла. Дитя периода «бури и натиска», Шарлотта Кальб была натура болезненно нервная, вечно витавшая в тумане фантазма и мистики. Её роман «Cornelia», а также воспоминания («Charlotte») свидетельствуют о несомненно крупном таланте, но лишены художественной законченности.
При жизни Кальб не опубликовала ни одной книги. В 1851 году, спустя несколько лет после ее смерти, был опубликован её роман «Cornelia».